# كريستيان كولر (رسام)
كريستيان كولر (بالألمانية: Christian Köhler)‏ هو رسام ألماني، ولد في 13 أكتوبر 1809 في فربن في ألمانيا، وتوفي في 30 يناير 1861 في مونبلييه في فرنسا.